# Открытый чемпионат Франции по теннису 2006
Открытый чемпионат Франции 2006 — 105-й розыгрыш ежегодного профессионального теннисного турнира серии Большого шлема, проводящегося во французском Париже на кортах местного теннисного центра «Roland Garros». Традиционно выявляются победители соревнования в девяти разрядах: в пяти — у взрослых и четырёх — у старших юниоров.
В 2006 году матчи основных сеток прошли с 28 мая по 11 июня. Соревнование традиционно завершало основной сезон турниров серии на данном покрытии.
Прошлогодние победители среди взрослых:
- в мужском одиночном разряде —  Рафаэль Надаль
- в женском одиночном разряде —  Жюстин Энен-Арденн
- в мужском парном разряде —  Йонас Бьоркман и  Максим Мирный
- в женском парном разряде —  Вирхиния Руано Паскуаль и  Паола Суарес
- в смешанном парном разряде —  Фабрис Санторо и  Даниэла Гантухова

## Соревнования

### Взрослые

#### Мужчины. Одиночный турнир
Рафаэль Надаль обыграл  Роджера Федерера со счётом 1-6, 6-1, 6-4, 7-6(4).
- Надаль выигрывает 1-й титул в сезоне и 2-й за карьеру на соревнованиях серии.
- Федерер с 8-й попытки уступает финал на соревнованиях серии.

#### Женщины. Одиночный турнир
Жюстин Энен-Арденн обыграла  Светлану Кузнецову со счётом 6-4, 6-4.
- Энен-Арденн выигрывает 1-й титул в сезоне и 5-й за карьеру на соревнованиях серии.
- Кузнецова со 2-й попытки уступает финал на соревнованиях серии.

#### Мужчины. Парный турнир
Йонас Бьоркман /  Максим Мирный обыграли  Майка Брайана /  Боба Брайана со счётом 6-7(5), 6-4, 7-5.
- Бьоркман выигрывает 1-й титул в сезоне и 9-й за карьеру на соревнованиях серии.
- Мирный выигрывает 1-й титул в сезоне и 4-й за карьеру на соревнованиях серии.

#### Женщины. Парный турнир
Лиза Реймонд /  Саманта Стосур обыграли  Даниэлу Гантухову /  Ай Сугияму со счётом 6-3, 6-2.
- Реймонд выигрывает 1-й титул в сезоне и 5-й за карьеру на соревнованиях серии.
- Стосур выигрывает 1-й титул в сезоне и 2-й за карьеру на соревнованиях серии.

#### Микст
Катарина Среботник /  Ненад Зимонич обыграли  Елену Лиховцеву /  Даниэля Нестора со счётом 6-3, 6-4.
- Среботник выигрывает 1-й титул в сезоне и 3-й за карьеру на соревнованиях серии.
- Зимонич выигрывает 1-й титул в сезоне и 2-й за карьеру на соревнованиях серии.

### Юниоры

#### Юноши. Одиночный турнир
Мартин Клижан обыграл  Филиппа Бестера со счётом 6-3, 6-1.
- Представитель бывшей Чехословакии побеждает на французском турнире серии впервые с 1978 года.

#### Девушки. Одиночный турнир
Агнешка Радваньская обыграла  Анастасию Павлюченкову со счётом 6-4, 6-1.
- Представительница Польши впервые побеждает на французском турнире серии.

#### Юноши. Парный турнир
Эмилиано Масса /  Кэй Нисикори обыграли  Артура Чернова /  Валерия Руднева со счётом 2-6, 6-1, 6-2.
- Масса выигрывает французский турнир серии второй год подряд.

#### Девушки. Парный турнир
Шэрон Фичмен /  Анастасия Павлюченкова обыграли  Агнешку Радваньскую /  Каролину Возняцки со счётом 6-7(4), 6-2, 6-1.
- Представительница Северной Америки побеждает на французском турнире серии впервые с 1995 года.
- Представительница бывшего СССР побеждает на французском турнире серии второй год подряд.